# Tokyo International Forum
Het Tokyo International Forum (東京国際フォーラム,Tōkyō Kokusai Fōramu) is een multifunctioneel gebouw in de Japanse hoofdstad Tokio. Het ligt tussen het Station Tokio en het Yūrakuchō Station in de wijk Chiyoda. Het bevat verschillende theaters en tentoonstellingsruimten. Tevens zijn er winkels en restaurants in gevestigd. 

Het gebouw, dat opgeleverd is in 1996, is een ontwerp van de Uruguayaanse architect Rafael Viñoly. Het bevat veel staal en glas en heeft de vorm van een scheepsromp. De hoofdingang van het complex doet ook denken aan een röntgenfoto van een walvis.